# Universidad de Varmia y Masuria
La Universidad de Varmia y Masuria, en siglas UWM (oficialmente Uniwersytet Warmińsko-Mazurski w Olsztynie, en polaco) es una universidad polaca situada en la ciudad de Olsztyn, Varmia y Masuria. Su campus principal se encuentra en el distrito de Kortowo, al sur de la ciudad. Fue creada el 1 de septiembre de 1999 a través de la fusión de la Academia de Agricultura y Tecnología, la Facultad de Educación y el Instituto Teológico de Varmia, en virtud de la Ley de 9 de julio de 1999 sobre el establecimiento de la Universidad de Warmia y Masuria de Olsztyn. La universidad alberga 42.000 estudiantes en total, lo que supone un número muy importante de población estudiante en un área urbana de apenas 200.000 habitantes.
Con diecisiete facultades distribuidas en hectáreas de campo, bosques y lagos a las afueras de la ciudad, es uno de los campus universitarios más grandes de Polonia.

## Facultades
- Facultad de Bioingeniería Animal
- Facultad de Artes
- Facultad de Biología
- Facultad de Ciencias Económicas
- Facultad de Agricultura y Gestión del Medio Ambiente
- Facultad de Ciencias Medioambientales
- Facultad de Ciencia de los alimentos
- Facultad de Cartografía y Geodesia
- Facultad de Humanidades
- Facultad de Derecho y Administración
- Facultad de Matemáticas e Ciencias Informáticas

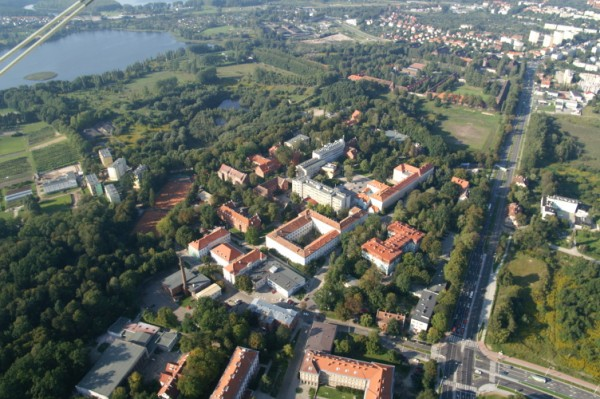
Vista aérea del Campus de Kortowo

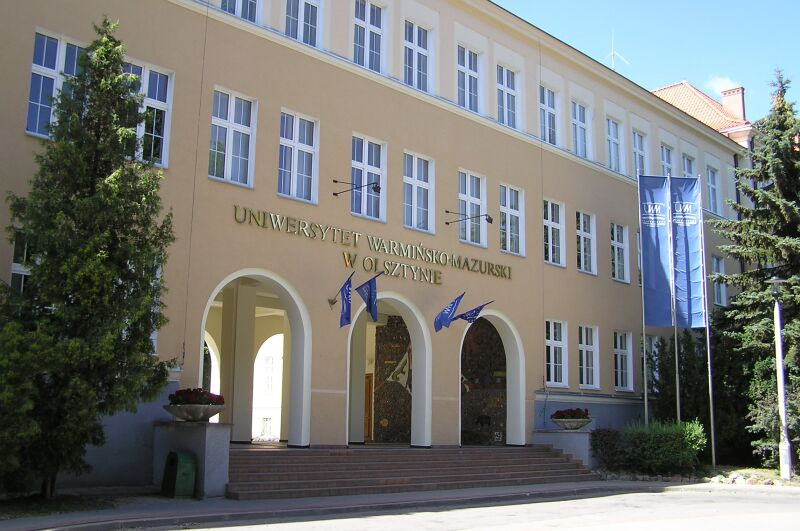
Rectorado

- Facultad de Medicina
- Facultad de Ciencias Sociales
- Facultad de Ciencias Tecnológicas
- Facultad de Teología
- Facultad de Veterinaria